# Konin (stad)
Konin is een stad in Polen, in woiwodschap Groot-Polen (Wielkopolskie). De stad heeft circa 72.500 inwoners op een oppervlakte van 85 km². Konin ligt aan weerszijden van de rivier de Warta. Op de linkeroever ligt het oude Konin (Starowka) met onder andere het gemeentehuis en de gotische Bartholomeüskerk. Het nieuwe Konin, gebouwd na 1945, bevindt zich op de rechteroever.
De stad huisvest de voetbalclub Avans Górnik Konin.

## Geboren
- Jan A.P. Kaczmarek (1953-2024), filmcomponist
- Marcin Sapa (1976), wielrenner
- Krystian Bielik (1998), voetballer

## Afbeeldingen

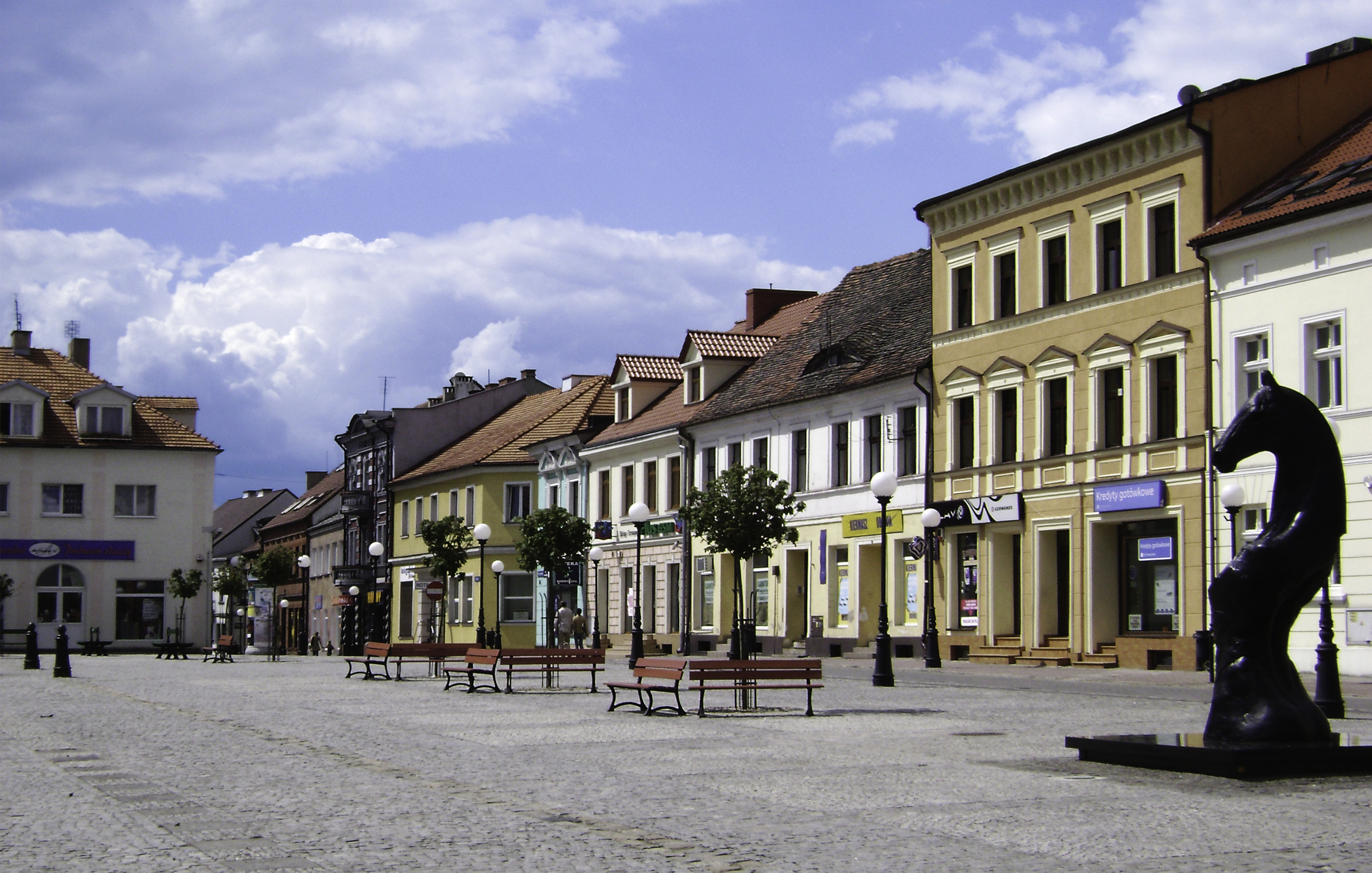
Markt van Konin
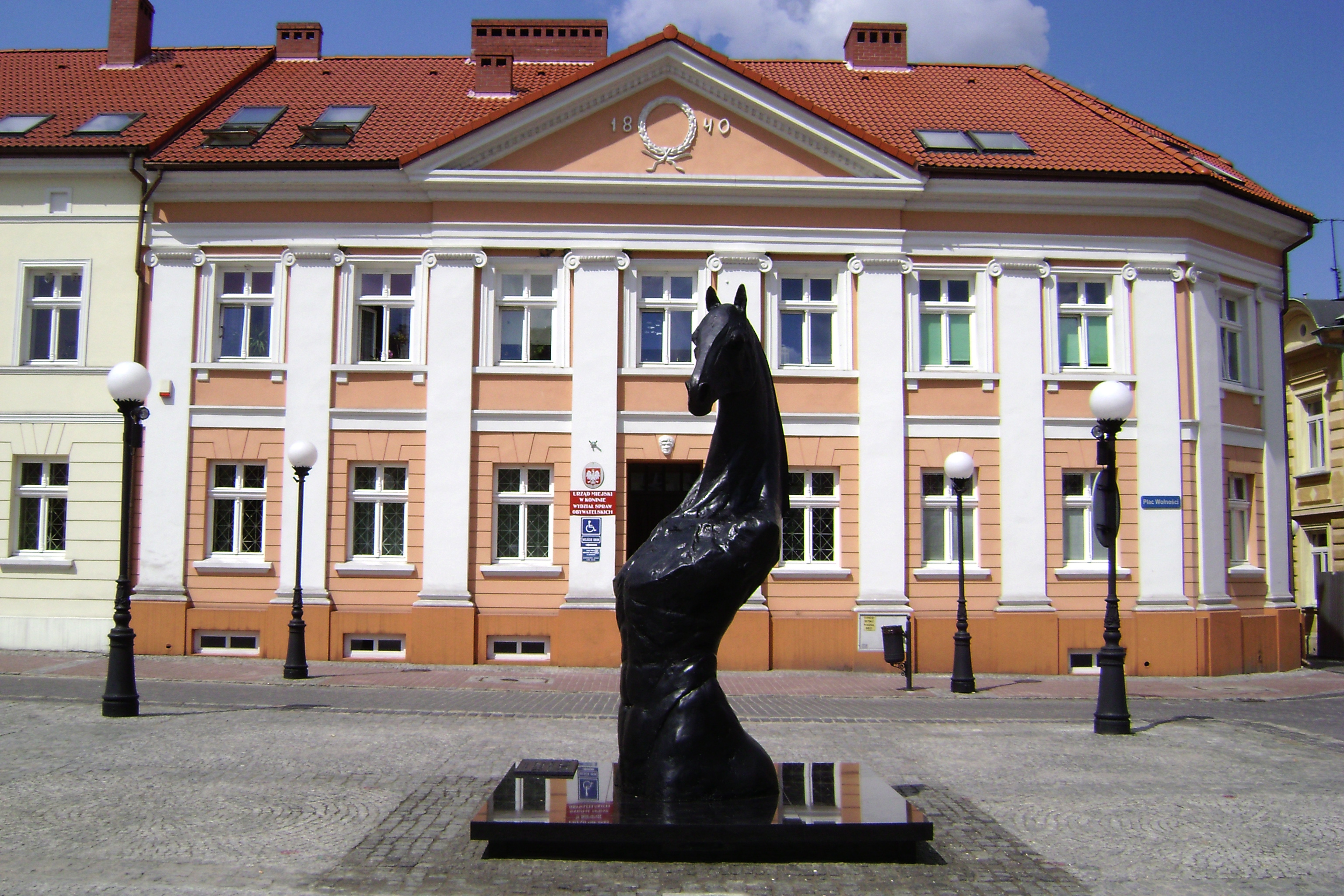
Voormalig Hotel Litouwen
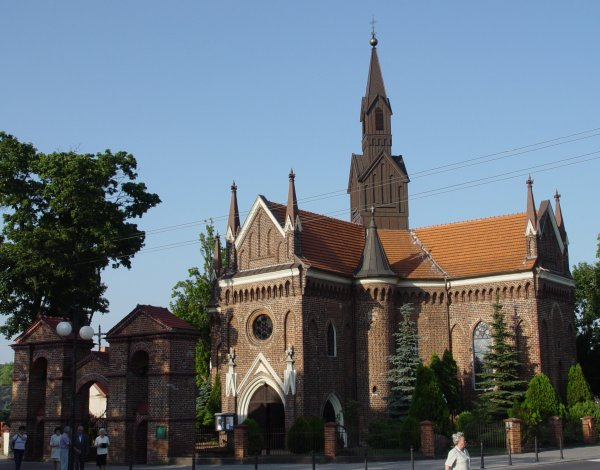
De kerk van de Heilige Andrzej
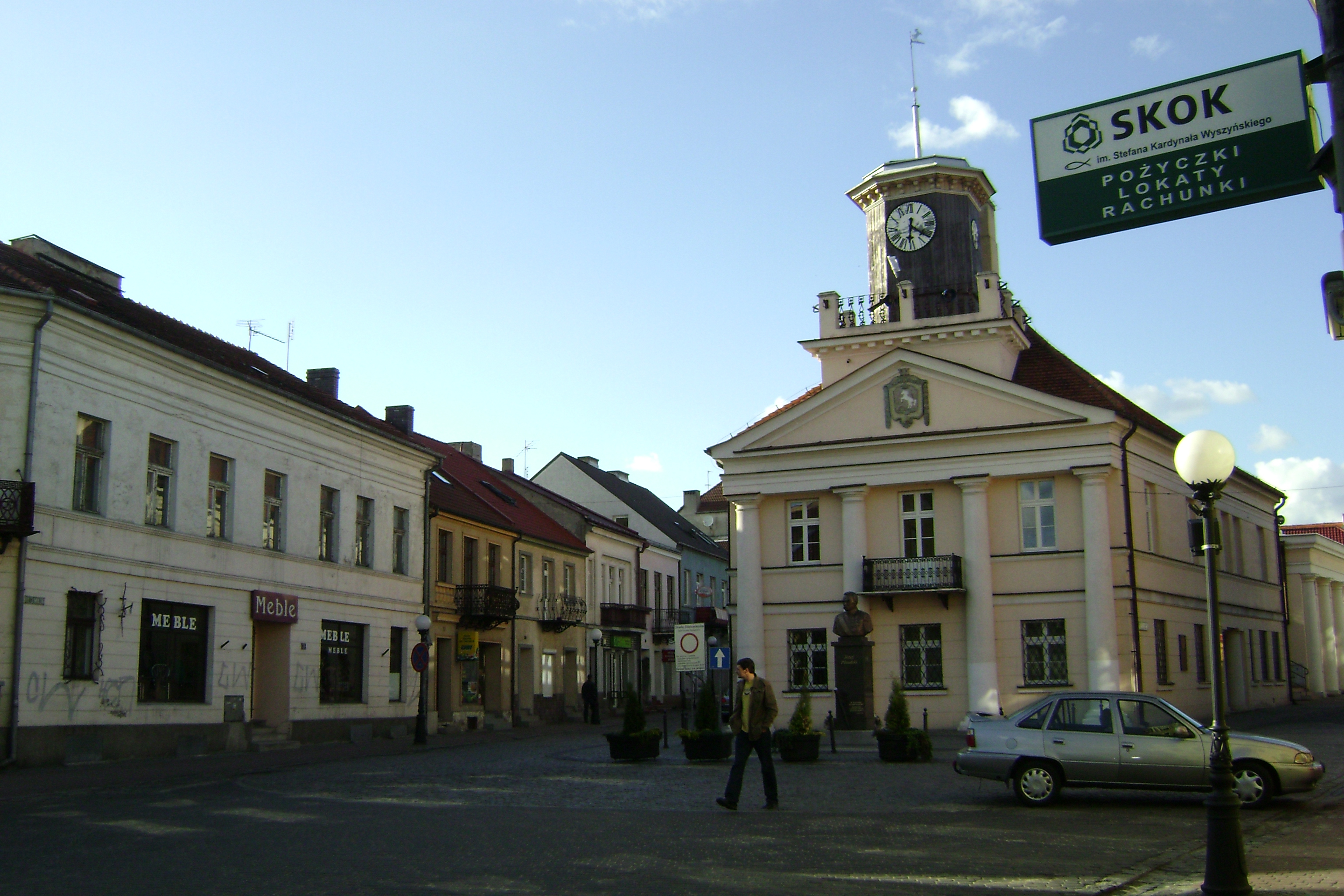
Stadhuis
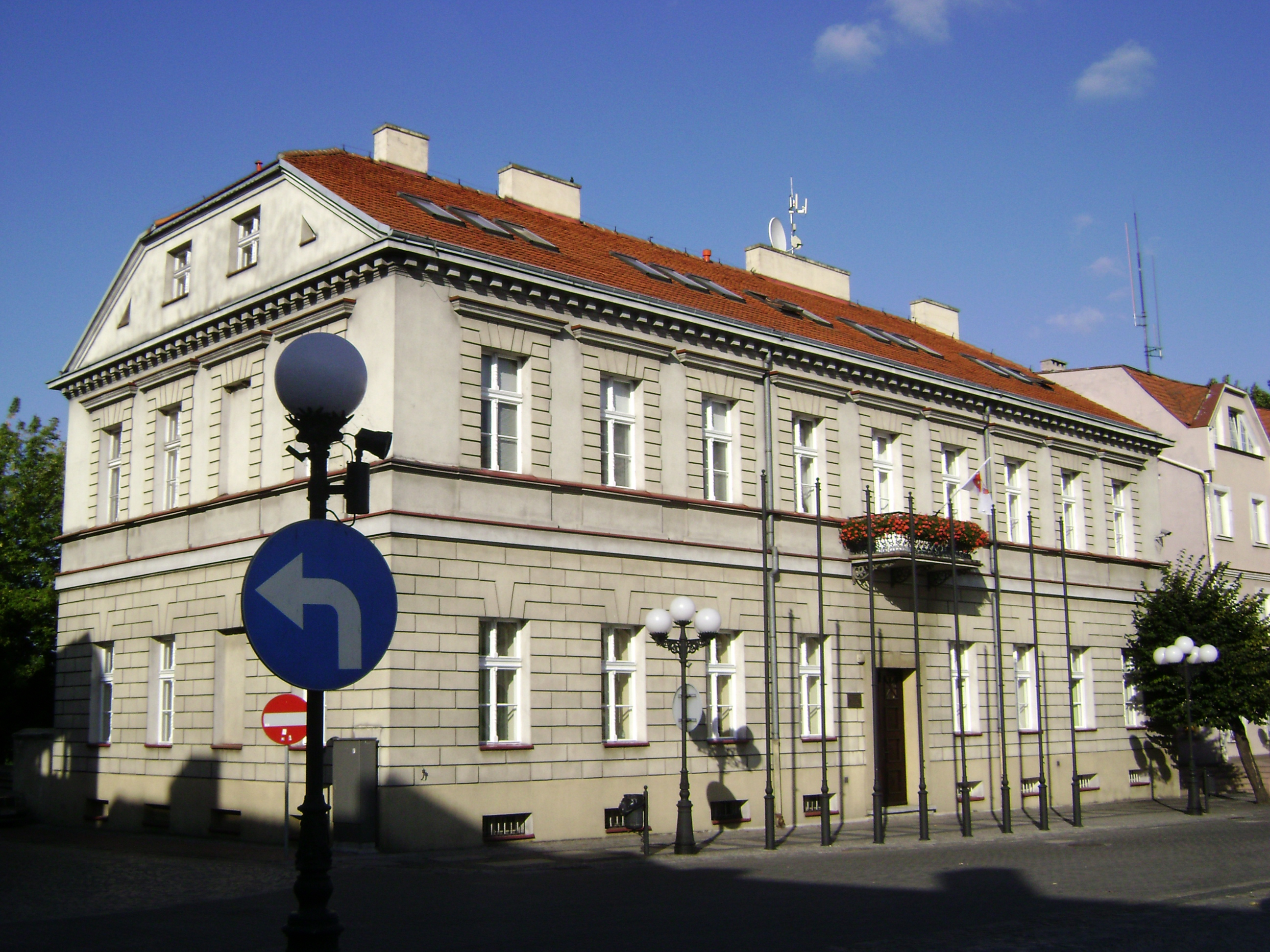
Gebouwen van de gemeente
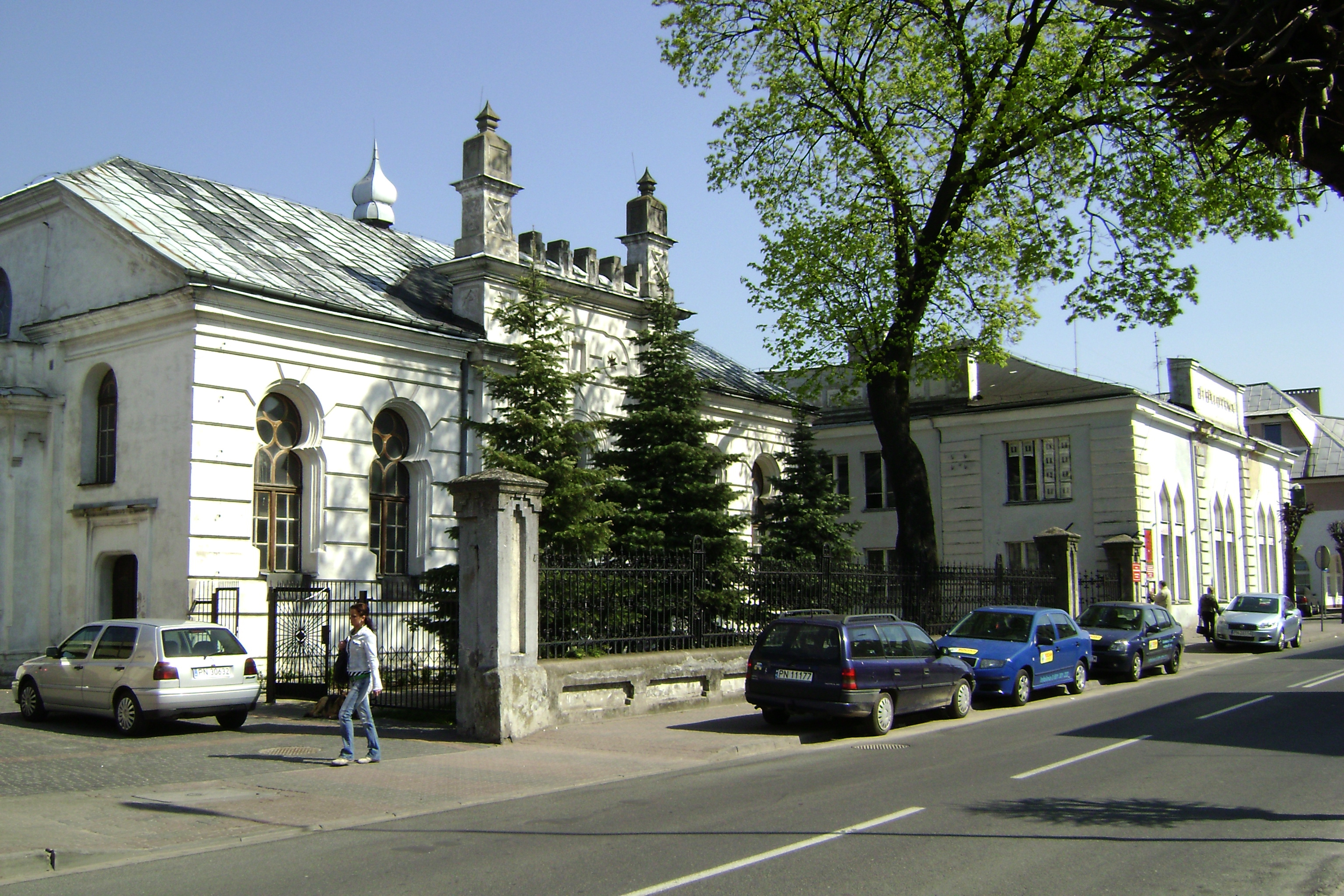
Synagoge

Stadsdistricten:
Kalisz · Konin · Leszno · Poznań

Districten:
Chodzież · Czarnków · Gniezno · Gostyń · Grodzisk Wielkopolski · Jarocin · Kalisz · Kępno · Koło · Konin · Kościan · Krotoszyn · Leszno · Międzychód · Nowy Tomyśl · Oborniki · Ostrów Wielkopolski · Ostrzeszów · Piła · Pleszew · Poznań · Rawicz · Słupca · Środa Wielkopolska · Śrem · Szamotuły · Turek · Wągrowiec · Wolsztyn · Września · Złotów

Grootste steden:
Gniezno · Jarocin · Kalisz · Koło · Konin · Kościan · Krotoszyn · Leszno · Luboń · Ostrów Wielkopolski · Piła · Poznań · Śrem · Swarzędz · Turek · Wągrowiec · Września